# Тит Манлий Манцин
Тит Ма́нлий Манци́н (лат. Titus Manlius Mancinus; умер после 107 года до н. э.) — римский политический деятель, народный трибун 107 года до н. э.

## Биография
Сохранившиеся источники упоминают Манцина только в связи с его трибунатом в 108 году до н. э.. Тит Манлий добился принятия закона (лат. Lex de bello Iugurthino), согласно которому командование в Нумидии, незадолго до того продлённое сенатом для Квинта Цецилия Метелла (впоследствии Нумидийского), было передано Гаю Марию. Когда Метелл вернулся в Рим, Манцин продолжал его критиковать, вынудив Квинта Цецилия заявить: «Что касается этого человека, поскольку он полагает, что возвысится, постоянно называя себя моим недругом, — он, которого я не принимаю ни как друга, ни как врага себе, — более о нём я говорить не собираюсь».
Британский нумизмат Майкл Кроуфорд предположил, что Манцин может быть одним лицом с Титом Манлием, чьё имя фигурирует на монетах, датируемых 111 и 110 годами до н. э.